# Triopha catalinae
Triopha catalinae (Cooper, 1863) è un mollusco nudibranchio della famiglia Polyceridae.

## Habitat e distribuzione
Oceano Pacifico, dall'Alaska al Messico, ma anche in Giappone e Corea del Sud.

## Biologia
Si nutre di briozoi delle specie Bugula mollis, Caulibugula ciliata, Cellaria mandibulata, del genere Crisia (Crisia occidentalis, Crisia serrulata), Dendrobeania laxa, Dendrobeania lichenoides, Filicrisia franciscana, del genere Scrupocellaria (Scrupocellaria californica, Scrupocellaria diegensis), Tricellaria.